# Peperomia tetraphylla
Peperomia tetraphylla, también conocida como peperomia bellota o peperomia de cuatro hojas, es una especie de planta con flores pequeña de la familia Piperaceae que crece en partes de Australia, Asia, África, Nueva Zelanda, Isla de Lord Howe, y otras islas del Pacífico. En Nueva Gales del Sur, a menudo se encuentra como epífita o creciendo entre las rocas de los bosques lluviosos. Las pequeñas flores crecen en espigas al final de las ramas. El epíteto específico tetraphylla viene del griego, y significa "cuatro hojas".

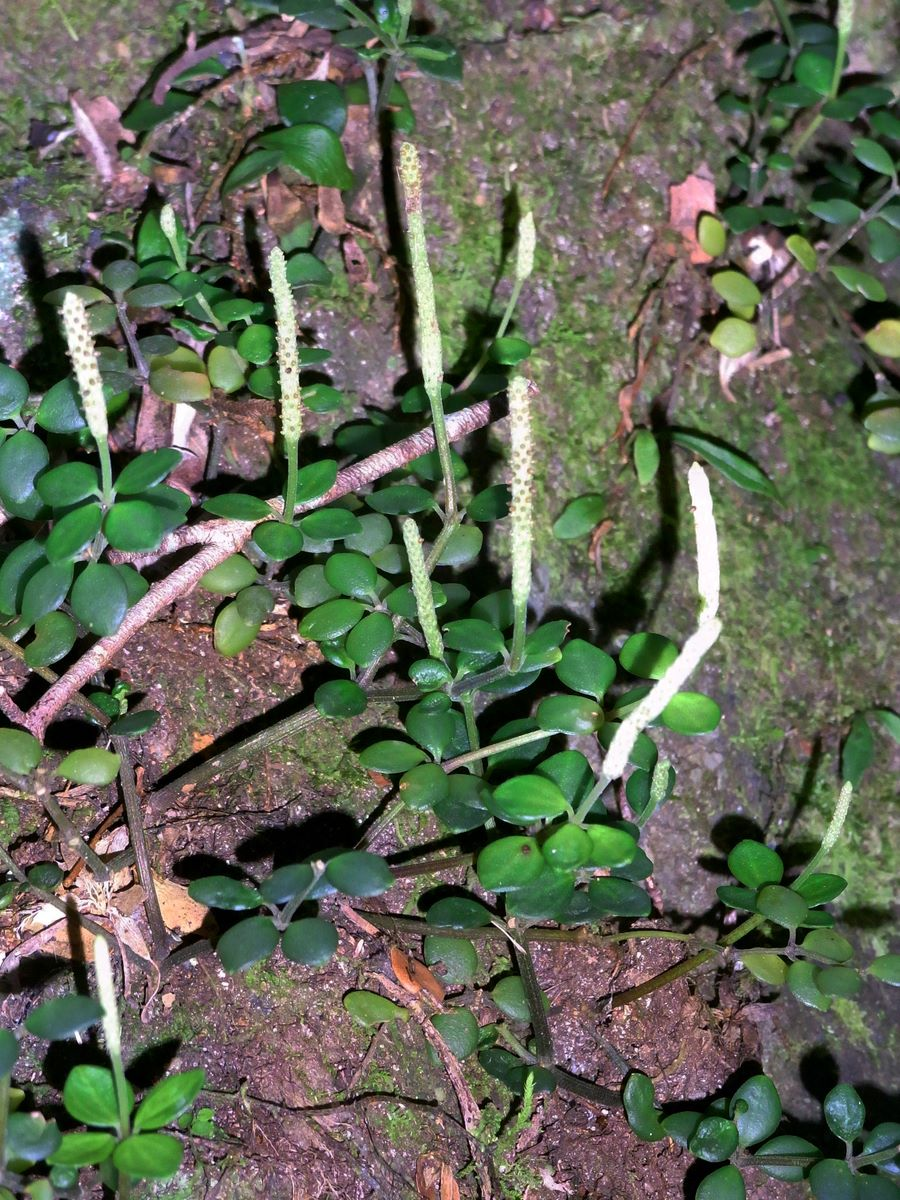
Planta con inflorescencias en el Parque nacional Budderoo, Australia.